# Fernando Elboj Broto
Fernando Elboj Broto (Huesca, 14 de julio de 1946-Ibidem., 30 de enero de 2023) fue un político español, alcalde socialista de la ciudad de Huesca (1999-2010).

## Activismo político
Nacido en Huesca en 1946, fue catedrático de Geografía e Historia. Miembro del PSOE, fue senador por su provincia natal entre 1982 y 1989. En 1990 fue nombrado director provincial de educación en Huesca, cargo que desempeñó hasta 1994. En 1999 encabezó la lista de su partido a la alcaldía de Huesca, siendo investido alcalde gobernando en coalición con IU y PAR. En 2003 consiguió la mayoría absoluta y gobernó en solitario. En mayo de 2007 ganó de nuevo las elecciones con mayoría relativa, gobernando en coalición con el PAR. 
Tras tres legislaturas consecutivas como alcalde, fue elegido en 2008 Senador. En mayo de 2009, remodeló las competencias municipales y, además de Senador, Alcalde y concejal de Urbanismo, asumió la concejalía de Medio Ambiente.
El 3 de julio de 2010 dimitió como alcalde de Huesca para concentrarse en su escaño del Senado.